# Francisco de Paula Valladar
Francisco de Paula Valladar y Serrano (Granada, 16 de abril de 1852-ibídem, 22 de febrero de 1924) fue un escritor, periodista, dramaturgo, novelista e historiador español, fundador y director de la revista La Alhambra y autor de numerosas colaboraciones periodísticas de temas locales granadinos.

## Biografía

### Primeros años

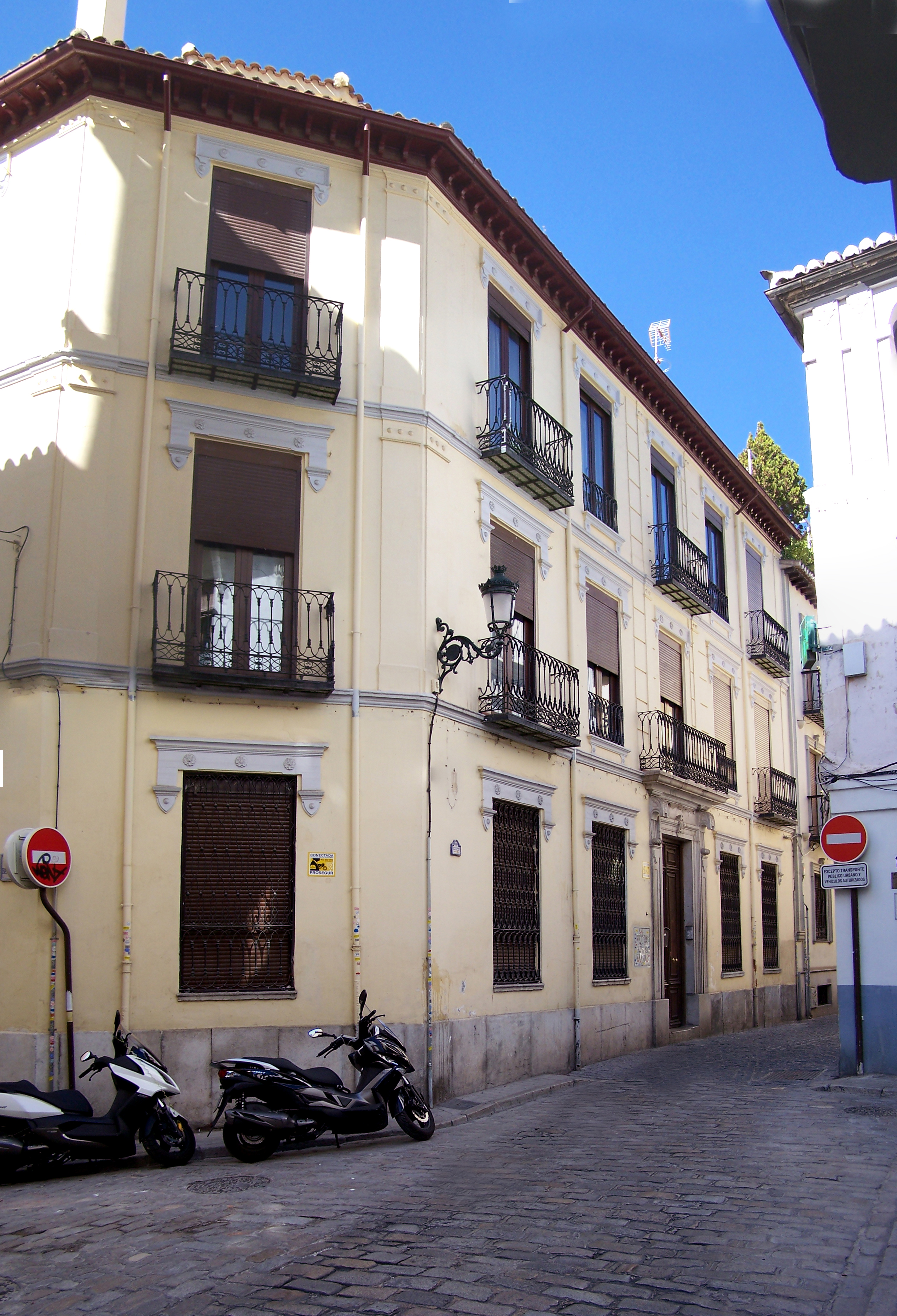
Casa número 8 de la calle Jesús y María de Granada donde nació y vivió Valladar.

Hijo de José Valladar, profesor de música, y de María de los Dolores Serrano, un matrimonio residente en el barrio de San Matías, a cuya modesta economía tuvo que contribuir Valladar, desde los diez años de edad, copiando partituras en la academia del cantante italiano Giorgio Ronconi. Mientras trabajaba en la academia asistió a clases de canto con el propio Ronconi.
Estudió bachillerato al mismo tiempo que trabajaba en la secretaría del Instituto (hoy Padre Suárez) para costearse los estudios y ayudar a la economía familiar. Inició la carrera de Derecho en la Universidad de Granada, que no llegaría a terminar probablemente por falta de vocación y por tener que trabajar para ganarse la vida.

### Trayectoria profesional

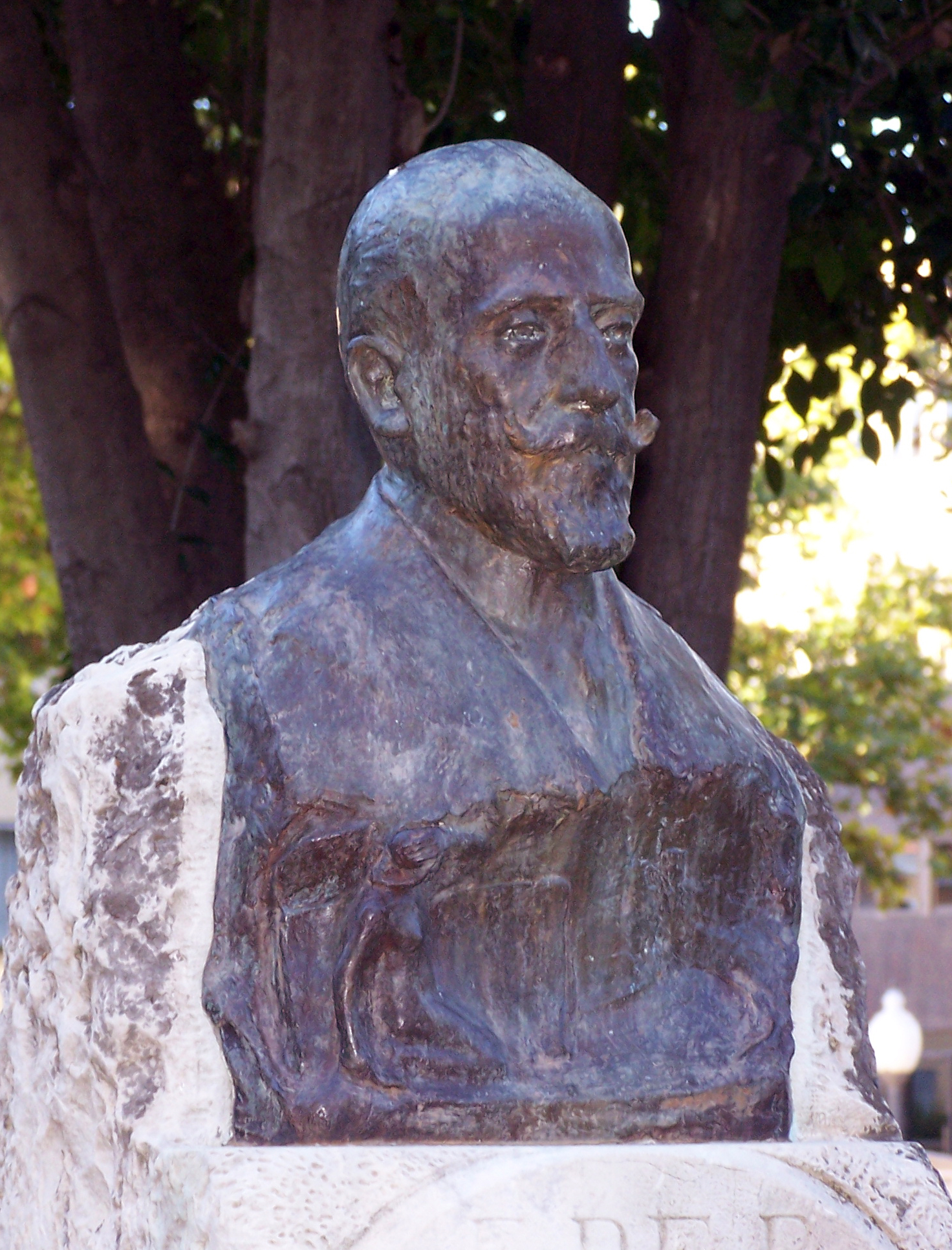
Busto de Francisco de Paula Valladar situado en el monumento en su honor esculpido por José María Palma Velasco y fundido por Mir y Guerrero, inaugurado en 1928 en los jardines del Triunfo, en Granada, y trasladado más tarde a los de la Bomba.

Con diecinueve años fue nombrado redactor jefe del periódico local La Lealtad dirigido por Francisco Javier Cobos, iniciando así su carrera periodística, a la que dedicó la mayor parte de su trayectoria profesional. A partir de 1882 colaboró regularmente en El Defensor de Granada del que sería redactor jefe. También colaboró con contribuciones esporádicas en otras publicaciones, entre ellas El Liceo de Granada.
Pero la gran obra de Valladar es la revista La Alhambra, que fundó en 1884, publicando 47 números en año y medio y, tras desaparecer, volvió a ser publicada desde 1898 con periodicidad quincenal hasta la muerte de su fundador. Aparecieron 572 números redactados en su mayor parte por Valladar, que además fue el sostén económico de la publicación, que no alcanzaba siempre las suscripciones y ventas necesarias.
En 1885 fue nombrado secretario de la Junta Provincial de Instrucción Pública en el Ayuntamiento de Granada, lo que estabiliza su economía con ingresos regulares, que le permitieron ir publicando numerosos artículos y estudios mostrando su erudición sobre historia, patrimonio y tradiciones de Granada.

### Publicaciones
- Breves apuntes acerca de las bellas Artes en Granada (1882);
- Estudio histórico-crítico de las Fiestas del Corpus en Granada (1886);
- Don Álvaro de Bazán en Granada (1888);
- Guía de Granada (1890).
- Colón en Santafé y Granada: estudio histórico  (1892)
- La Real Capilla de Granada: estudio crítico histórico (1892);
- Apuntes para la «Historia de la música en Granada», desde los tiempos primitivos hasta nuestra época (1922).

### Distinciones
- Cronista de la ciudad de Granada.
- Miembro de la Academia de Bellas Artes de San Fernando.